# ウィブル証券
ウィブル証券株式会社（ウィブルしょうけん、英: Webull Securities (Japan) Co. Ltd.）は、東京都中央区に本社を置く日本の証券会社である。

## 沿革
- 1948年（昭和23年）3月 - 山源証券株式会社設立
- 1948年（昭和23年）8月 - 証券取引法に基づく証券業者登録、大阪証券取引所正取引参加者
- 1990年（平成2年）11月 - 東京証券取引所総合取引参加者
- 1999年（平成11年）4月 - 三洋電機株式会社が当社株式を取得
- 2005年（平成17年）4月 - 本社を東京へ移転
- 2005年（平成17年）5月 - 山源証券株式会社からNIS証券株式会社へ商号変更
- 2007年（平成19年）9月 - 金融商品取引法に基づく金融商品取引業登録
- 2008年（平成20年）11月 - NIS証券株式会社からヤマゲン証券株式会社へ商号変更
- 2018年（平成30年）7月 - ヤマゲン証券株式会社からマディソン証券株式会社へ商号変更
- 2022年（令和4年）1月 - マディソン証券株式会社からウィブル証券株式会社へ商号変更[1]
- 2023年 (令和5年) 4月　日本版のアプリをリリース[2][3][4][5]